# Bill Nicholson
William Edward Nicholson, detto Bill (Scarborough, 26 gennaio 1919 – Hertfordshire, 23 ottobre 2004) è stato un calciatore e allenatore di calcio inglese, di ruolo centrocampista.

## Carriera

### Club
Ha giocato solo con la maglia del Tottenham Hotspur, collezionando 314 presenze e 6 gol.

### Nazionale
Il 19 maggio 1951 ha giocato con la maglia della nazionale inglese a Liverpool contro il Portogallo, segnando dopo 19 secondi.

## Statistiche

### Statistiche da allenatore
In grassetto le competizioni vinte.
| Stagione        | Squadra         | Campionato      | Campionato | Campionato | Campionato | Campionato | Coppe nazionali | Coppe nazionali | Coppe nazionali | Coppe nazionali | Coppe nazionali | Coppe continentali | Coppe continentali | Coppe continentali | Coppe continentali | Coppe continentali | Altre coppe | Altre coppe | Altre coppe | Altre coppe | Altre coppe | Totale | Totale | Totale | Totale | Vittorie % | Piazzamento |
| Stagione        | Squadra         | Comp            | G          | V          | N          | P          | Comp            | G               | V               | N               | P               | Comp               | G                  | V                  | N                  | P                  | Comp        | G           | V           | N           | P           | G      | V      | N      | P      | %          | Piazzamento |
| --------------- | --------------- | --------------- | ---------- | ---------- | ---------- | ---------- | --------------- | --------------- | --------------- | --------------- | --------------- | ------------------ | ------------------ | ------------------ | ------------------ | ------------------ | ----------- | ----------- | ----------- | ----------- | ----------- | ------ | ------ | ------ | ------ | ---------- | ----------- |
| ott. 1958-1959  | Tottenham       | FD              | 31         | 10         | 7          | 14         | FACup           | 4               | 2               | 1               | 1               | -                  | -                  | -                  | -                  | -                  | -           | -           | -           | -           | -           | 35     | 12     | 8      | 15     | 34,29      | 18º         |
| 1959-1960       | Tottenham       | FD              | 42         | 21         | 11         | 10         | FACup           | 4               | 2               | 1               | 1               | -                  | -                  | -                  | -                  | -                  | -           | -           | -           | -           | -           | 46     | 23     | 12     | 11     | 50,00      | 3º          |
| 1960-1961       | Tottenham       | FD              | 42         | 31         | 4          | 7          | FACup           | 7               | 6               | 1               | 0               | -                  | -                  | -                  | -                  | -                  | -           | -           | -           | -           | -           | 49     | 37     | 5      | 7      | 75,51      | 1º          |
| 1961-1962       | Tottenham       | FD              | 42         | 21         | 10         | 11         | FACup           | 7               | 6               | 1               | 0               | CC                 | 8                  | 4                  | 1                  | 3                  | CS          | 1           | 1           | 0           | 0           | 58     | 32     | 12     | 14     | 55,17      | 3º          |
| 1962-1963       | Tottenham       | FD              | 42         | 23         | 9          | 10         | FACup           | 1               | 0               | 0               | 1               | CdC                | 7                  | 6                  | 0                  | 1                  | CS          | 1           | 1           | 0           | 0           | 51     | 30     | 9      | 11     | 58,82      | 2º          |
| 1963-1964       | Tottenham       | FD              | 42         | 22         | 7          | 13         | FACup           | 2               | 0               | 1               | 1               | CdC                | 2                  | 1                  | 0                  | 1                  | -           | -           | -           | -           | -           | 46     | 23     | 8      | 15     | 50,00      | 4º          |
| 1964-1965       | Tottenham       | FD              | 42         | 19         | 7          | 16         | FACup           | 4               | 2               | 1               | 1               | -                  | -                  | -                  | -                  | -                  | -           | -           | -           | -           | -           | 46     | 21     | 8      | 17     | 45,65      | 6º          |
| 1965-1966       | Tottenham       | FD              | 42         | 16         | 12         | 14         | FACup           | 3               | 2               | 0               | 1               | -                  | -                  | -                  | -                  | -                  | -           | -           | -           | -           | -           | 45     | 18     | 12     | 15     | 40,00      | 8º          |
| 1966-1967       | Tottenham       | FD              | 42         | 24         | 8          | 12         | FACup+FLC       | 8+1             | 6+0             | 2+0             | 0+1             | -                  | -                  | -                  | -                  | -                  | -           | -           | -           | -           | -           | 51     | 30     | 10     | 13     | 58,82      | 3º          |
| 1967-1968       | Tottenham       | FD              | 42         | 19         | 9          | 14         | FACup           | 5               | 2               | 2               | 1               | CdC                | 4                  | 3                  | 0                  | 1                  | CS          | 1           | 0           | 1           | 0           | 52     | 24     | 12     | 16     | 46,15      | 7º          |
| 1968-1969       | Tottenham       | FD              | 42         | 14         | 17         | 11         | FACup+FLC       | 4+6             | 3+4             | 0+1             | 1+1             | UCL                | 8                  | 4                  | 2                  | 2                  | -           | -           | -           | -           | -           | 60     | 25     | 20     | 15     | 41,67      | 6º          |
| 1969-1970       | Tottenham       | FD              | 42         | 17         | 9          | 16         | FACup+FLC       | 4+1             | 2+0             | 1+0             | 1+1             | -                  | -                  | -                  | -                  | -                  | -           | -           | -           | -           | -           | 47     | 19     | 10     | 18     | 40,43      | 11º         |
| 1970-1971       | Tottenham       | FD              | 42         | 19         | 14         | 9          | FACup+FLC       | 5+7             | 3+5             | 1+2             | 1+0             | CLII               | 2                  | 2                  | 0                  | 0                  | -           | -           | -           | -           | -           | 56     | 29     | 17     | 10     | 51,79      | 3º          |
| 1971-1972       | Tottenham       | FD              | 42         | 19         | 13         | 10         | FACup+FLC       | 5+7             | 3+3             | 1+3             | 1+1             | CU                 | 12                 | 8                  | 4                  | 0                  | -           | -           | -           | -           | -           | 66     | 33     | 21     | 12     | 50,00      | 6º          |
| 1972-1973       | Tottenham       | FD              | 42         | 16         | 13         | 13         | FACup+FLC       | 3+10            | 1+5             | 1+5             | 1+0             | CU                 | 10                 | 6                  | 0                  | 4                  | -           | -           | -           | -           | -           | 65     | 28     | 19     | 18     | 43,08      | 8º          |
| 1973-1974       | Tottenham       | FD              | 42         | 14         | 14         | 14         | FACup+FLC       | 1+1             | 0+0             | 0+0             | 1+1             | CU                 | 12                 | 8                  | 3                  | 1                  | -           | -           | -           | -           | -           | 56     | 22     | 17     | 17     | 39,29      | 11º         |
| lug.-set. 1974  | Tottenham       | FD              | 6          | 1          | 0          | 5          | FLC             | 1               | 0               | 0               | 1               | -                  | -                  | -                  | -                  | -                  | -           | -           | -           | -           | -           | 7      | 1      | 0      | 6      | 14,29      | Dimis.      |
| Totale carriera | Totale carriera | Totale carriera | 667        | 306        | 164        | 197        |                 | 101             | 57              | 25              | 19              |                    | 65                 | 42                 | 10                 | 13                 |             | 3           | 2           | 1           | 0           | 836    | 407    | 200    | 229    | 48,68      |             |

### Cronologia presenze e reti in nazionale
| Cronologia completa delle presenze e delle reti in nazionale ― Inghilterra | Cronologia completa delle presenze e delle reti in nazionale ― Inghilterra | Cronologia completa delle presenze e delle reti in nazionale ― Inghilterra | Cronologia completa delle presenze e delle reti in nazionale ― Inghilterra | Cronologia completa delle presenze e delle reti in nazionale ― Inghilterra | Cronologia completa delle presenze e delle reti in nazionale ― Inghilterra | Cronologia completa delle presenze e delle reti in nazionale ― Inghilterra | Cronologia completa delle presenze e delle reti in nazionale ― Inghilterra |
| Data                                                                       | Città                                                                      | In casa                                                                    | Risultato                                                                  | Ospiti                                                                     | Competizione                                                               | Reti                                                                       | Note                                                                       |
| -------------------------------------------------------------------------- | -------------------------------------------------------------------------- | -------------------------------------------------------------------------- | -------------------------------------------------------------------------- | -------------------------------------------------------------------------- | -------------------------------------------------------------------------- | -------------------------------------------------------------------------- | -------------------------------------------------------------------------- |
| 19-5-1951                                                                  | Liverpool                                                                  | Inghilterra                                                                | 5 – 2                                                                      | Portogallo                                                                 | Amichevole                                                                 | 1                                                                          |                                                                            |
| Totale                                                                     |                                                                            | Presenze                                                                   | 1                                                                          |                                                                            | Reti                                                                       | 1                                                                          |                                                                            |

## Palmarès

### Giocatore
- Second Division: 1

Tottenham: 1949-1950
- Campionato inglese: 1

Tottenham: 1950-1951

### Allenatore
- Charity Shield: 4

Tottenham: 1951, 1961, 1962, 1967
- Campionato inglese: 1

Tottenham: 1960-1961
- Coppa d'Inghilterra: 3

Tottenham: 1960-1961, 1961-1962, 1966-1967
- Coppa di Lega inglese: 2

Tottenham: 1970-1971, 1972-1973
- Coppa delle Coppe: 1

Tottenham: 1962-1963
- Coppa UEFA: 1

Tottenham: 1971-1972
- Coppa di Lega Italo-Inglese: 1

Tottenham: 1971